# Theophrasta
- Commons
- Wikispecies

Theophrasta L. é um género botânico pertencente à família Theophrastaceae.

## Espécies
- Theophrasta americana
- Theophrasta angustifolia
- Theophrasta antioquenis
- Lista completa

## Classificação do gênero
| Sistema | Classificação                      | Referência               |
| ------- | ---------------------------------- | ------------------------ |
| Linné   | Classe Pentandria, ordem Monogynia | Species plantarum (1753) |